# Phungia rufa (Pic, 1932)
Phungia rufa là một loài bọ cánh cứng trong họ Mordellidae. Loài này được Pic mô tả khoa học năm 1932.